# Paul Courcoural
Paul Courcoural, né au Vigan (Gard) en 1875 et mort en 1962, est l'un des journalistes catholiques les plus notables du Sud-Ouest dans la première moitié du XXe siècle, particulièrement en Gironde et en Charente-Maritime.

## Biographie
Paul Courcoural s’engagera dans deux domaines liés : la presse politique et religieuse ; l’action catholique. S'il commence sa carrière journalistique dans son Gard natal, il n'acquiert une réelle visibilité que dans le Sud-Ouest. Il s'y distingue par sa soumission à l'autorité de l'Église catholique.

### Dans le diocèse de La Rochelle
Arrivé en Charente-Inférieure au milieu des années 1890, sous l'épiscopat de Mgr Bonnefoy, il occupera une place éminente dans la presse catholique régionale : il commence sa carrière en 1894 aux Tablettes des deux Charentes, un journal modéré de Rochefort, très lu par les milieux ouvriers de l'arsenal de la ville. Rochefort apparaît alors comme une capitale religieuse du département. Paul Courcoural en deviendra rédacteur en chef en 1910. 
À ce moment-là, il publie une enquête, très singulière, qui fit date en Charente-Inférieure, l’Enquête politique en pays charentais. Y est confirmé l'ancrage à gauche des élites traditionnelles du département. L'Enquête bénéficie de l’appui de Mgr Eyssautier.
Parallèlement, il s’engage dans l’action catholique, en Charente et en Charente-Inférieure. Après avoir présidé le premier groupe de Jeunesse catholique à Rochefort, c’est le premier président de l’Union interdiocésaine de la Jeunesse catholique des Charentes entre 1904 et 1908. Sa présidence se passe sans difficulté majeure avec les évêques successifs, Mgr Le Camus et Mgr Eyssautier. En parallèle, il rejoint l'Action française et participe à la propagande royaliste avec le comte de Lur-Saluces en 1910.

### Dans le diocèse de Bordeaux
Paul Courcoural quitte Rochefort en 1913 pour Bordeaux où il devient rédacteur en chef du Nouvelliste de Bordeaux et du Sud-Ouest, le grand journal catholique de Bordeaux. Ce journal a alors un tirage très proche des grands journaux bordelais comme La Petite Gironde. 
Le Nouvelliste de Bordeaux et du Sud-Ouest sera l’un des journaux catholiques girondins les plus favorables au Ralliement. Avec l’appui de Mgr Andrieu, lui-même très favorable au Ralliement et auparavant proche du Sillon. Paul Courcoural en fait l’organe de la droite modérée jusqu’en 1921, en y défendant la ligne politique du Ralliement. Dans ce journal, il représente une ligne favorable à la démocratie chrétienne naissante tout en étant très nuancé quant au bilan politique de la Troisième République.
Arrivé à Bordeaux, il s’intéresse également aux mouvements de jeunesse catholique de la capitale girondine. 
Paul Courcoural s'illustrera surtout par ses ouvrages de la fin des années 1920 par lesquels il prend part aux débats liés à la condamnation de l’Action française par Rome en 1926. Ces ouvrages marquants le font figurer en première ligne comme adversaire de Jacques Maritain. Paul Courcoural assume la responsabilité de secrétaire régional de l'Action française pour la région Sud-Ouest dans les années 1920 et au moins jusqu'en 1935.
Plume abondante, il collabore à de nombreux journaux de l'époque : la Revue de l'Ouest, la Croix de Saintonge et d'Aunis, la Restauration nationale, la Revue internationale des sociétés secrètes.

## Publications

### Ouvrages personnels
- Courcoural Paul, La décentralisation et la monarchie nationale, Rochefort, Imprimerie Thèze, 1895, in-8o.
- Courcoural Paul, Enquête politique en Pays charentais (préface du comte Eugène de Lur-Saluces), Paris, Librairie nationale, 1910.
- Courcoural Paul, Le « danger » de l’Action française. En réponse à Monsieur Maritain, La Rochelle, Rupella, 1928.
- Courcoural Paul, L’Affaire de l’Action française. La Fin de la querelle, La Rochelle, Imprimerie de l’Ouest, 1929.

### Directions de journaux
Paul Courcoural fut rédacteur en chef des journaux suivants :
- Aunis-Saintonge-Angoumois, 1909-1911.
- Les Tablettes des deux Charentes, 1911-1913.
- Le Nouvelliste de Bordeaux et du Sud-Ouest, 1913-1921.
- La Nouvelle Guyenne, 1925-1942.